# Aguerd
Aguerd (franska: Aguerd (CR), Aguerd (Commune Rurale), arabiska: اكليف) är en kommun i Marocko.   Den ligger i provinsen Essaouira och regionen Marrakech-Safi, i den centrala delen av landet, 400 km sydväst om huvudstaden Rabat. Antalet invånare är 4 917.